# Szitanyomás

A szitanyomás eszközei
A festék; B símitókés; C viaszfelület; D selyem; E keret; F a szitanyomat

A szitanyomás sokszorosító grafikai eljárás, a síknyomás egyik változata. A szitanyomás egy olyan emblémázási technológia, amely segítségével egy- vagy többszínes logót is meg tudunk jeleníteni különböző termékeken. Ezen belül több szitanyomás típust különböztetünk meg technológia alapján, például képesek vagyunk a festéket közvetlenül a termékre helyezni, vagy speciális papíron keresztül rávasalni a logót.

## Története
Eredetileg plakátok, transzparensek, dekorációk készültek szitanyomással, de ma már kedvelt eljárás (szerigráfia) grafikusművészek körében is. A digitális nyomtatási eljárások fejlődése és elterjedése miatt ma már leginkább csak nagy tételszámú munkáknál alkalmazzák. Elsősorban egybefüggő homogén színfoltok, szövegek, emblémák nyomtatására ajánlott. Többszínű nyomtatás esetén, színenként külön szitát kell készíteni. A művészeti lapok esetében előfordul, hogy csak egy alapot nyomtatnak, amit a művész kézi festéssel, rajzolással egészít ki. Így egyedi grafikát hoz létre.

## A szita előkészítése
- A tradicionális technológia szerint: A finom szemű szitának (géz, selyem) azon részeit, amelyek nem visznek át színt a képre, viasszal vagy lakkal festik le.

- A jelenleg használt technológia szerint: A fényérzékeny anyaggal bevont műanyagból készült szövetre 1:1-es léptékű sík filmet helyeznek. Erős lámpával megvilágítva exponálják a szitára felvitt anyagra a mintát. Az „előhívást” követően vízzel kimossák a szitát, így megjelenik a rajzolat, és a kívánt területeken szabaddá válik a festék útja.

## A nyomtatás
- A nyomtatás művelete ma is változatlan, csak a felhasznált anyagok korszerűsödtek. Eredetileg egy rugóval ellátott acélszalag (simítókés, „rakli”) segítségével – ma már gumiból készül – „préselik” át a festéket a szitán, amely azt csak a fedetlen részein engedi át. A nyomat a legkülönbözőbb anyagokra, papírra, fára, üvegre, fémre, textíliákra készülhet.
- Tipikus termékek, amiknél a szitanyomás valamelyik technológiáját alkalmazzuk emblémázás során: vászontáska, textil termékek, esernyők és még sorolhatnánk. Vannak olyan termékek, amelyek esetében lehetséges több technológia közül választani az emblémázást illetően, azonban egyes termékeknél kizárólag egy technológiát lehet alkalmazni.

## Galéria

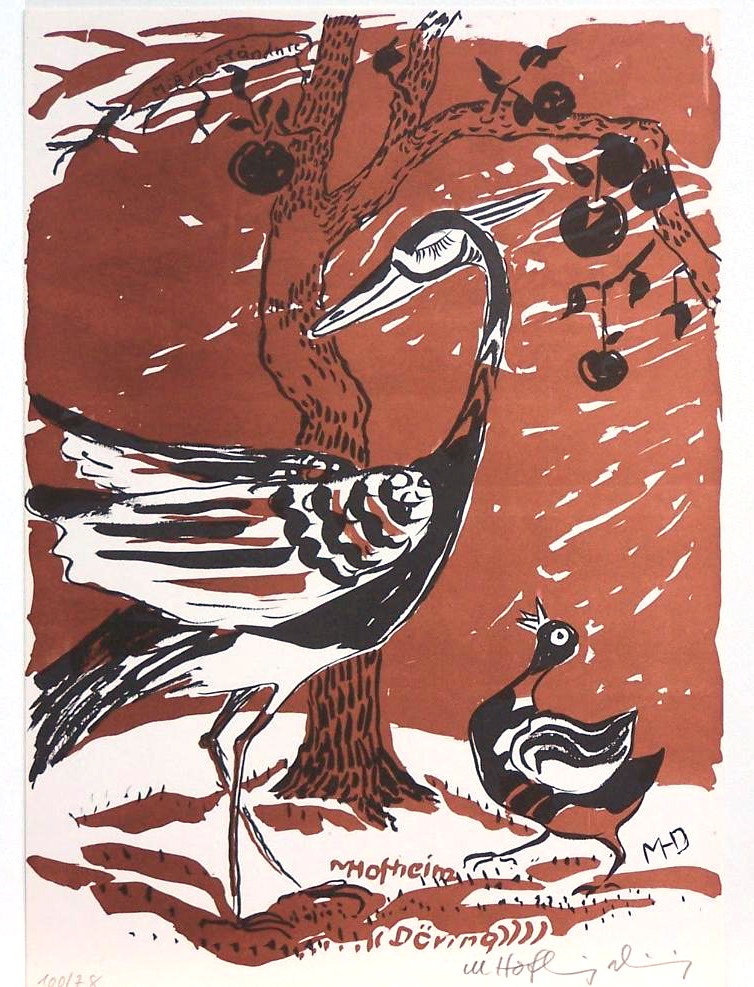
Margret Hofheinz-Döring szitanyomata, 1975
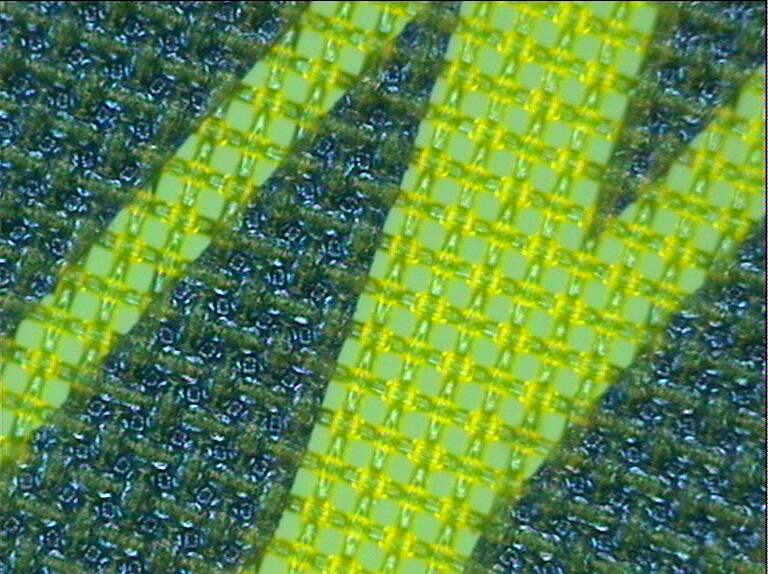
N betű, szitanyomat
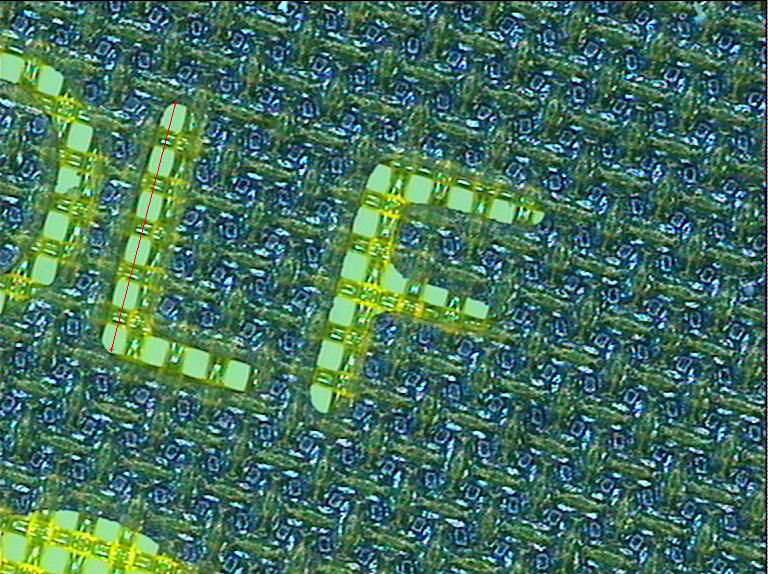
Szitanyomat, nagyítás, az L betű 2 mm magas
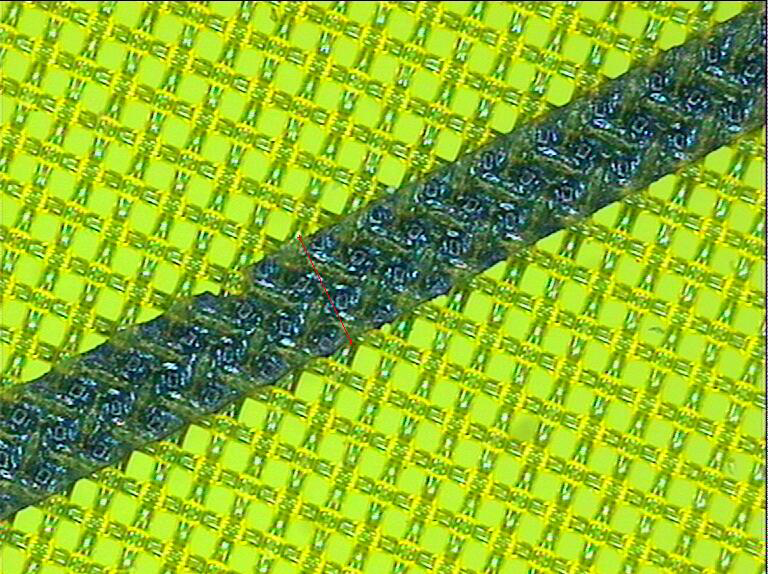
Szitanyomat, nagyítás, a vonal 0,945 mm széles